# Scenography
Scenography liên quan đến việc nghiên cứu và thực hành thiết kế trong trình diễn, cũng như biểu diễn.

## Lịch sử
Một trong những lần không phải đầu tiên khi thuật ngữ này được sử dụng, Antonio Caimi vào năm 1862 mô tả đó là một loại hình thực hành của nghệ sĩ pittura scenica e l'architettura teatrale (tạm dịch: vẽ phông nền và kiến trúc sân khấu), lấy cảm hứng từ nghệ sĩ Ferdinando Galli-Bibiena, người được biết đến như là một họa sĩ vẽ tranh tường hay tranh kiến trúc (thường thì các hình ảnh gây ảo giác, trompe-l'ïil, về không gian và kiến trúc được vẽ lên tường hoặc trần nhà). Caimi cũng gọi đó là arte scenografica (tạm dịch: nghệ thuật bối cảnh), và lưu ý rằng nó đòi hỏi kỹ thuật khéo léo để tạo ra các khung cảnh chuyển động, hoặc tạo ảo giác về không gian. Gia đình Galli da Bibiena là một dòng dõi lâu đời hoạt động về nghệ thuật dàn cảnh sân khấu, xuất hiện vào cuối thế kỷ XVII tại Bologna (Ý), nhưng sau phát triển rộng khắp miền bắc nước Ý đến Áo và Đức. Một gia đình lớn khác cũng được biết đến với những thực hành về scenography là dòng họ Quaglio.
Caimi tiếp tục đề cập đến những người thực hành về scenography trong nửa sau của thế kỷ XVIII và đầu thế kỷ XIX tại Lombardy, bao gồm: Bernardino Galliari, Gaspare Galliari, Pasquale Canna, Pietro Gonzaga, Paolo Landriani, Giovanni Perego, Alessandro Sanquirico, Bomenico Menozzi, Carlo Fontana, Baldassare Cavallotti, Carlo Ferrari, Filippo Peroni, Carlo Ferrario, Enrico Rovecchi, Angelo Moja, Luigi Vimercati, và anh em Mofta vùng Modena. Landriani đã cung cấp một bài đánh giá về lịch sử các tác phẩm có ảnh hưởng phong cách Ý, trong đó có tranh phong cảnh, kiến trúc và thiết kế tính đến thế kỷ XIX.

## Ứng dụng
Trong khi cũng có điểm phù hợp với thực hành chuyên môn của người làm bối cảnh sân khấu, thì điều quan trọng là phải phân biệt các yếu tố riêng lẻ trong đó có 'thiết kế' của một sự kiện trình diễn, biểu diễn (như ánh sáng, không gian, trang phục...) với thuật ngữ 'scenography' trong góc nhìn nghệ thuật liên quan đến yếu tố thị giác, kinh nghiệm nghệ thuật và sự cấu thành không gian trình diễn, biểu diễn. Ảnh hưởng từ tác phẩm của các nhà tiên phong Hiện đại chủ nghĩa Adolphe Appia và Edward Gordon Craig, scenography đề xuất rằng các thực hành thiết kế trong trình diễn, biểu diễn nên được coi là một thành tố bình đẳng, cùng với các yếu tố khác như kịch bản văn học và kỹ thuật trình diễn, biểu diễn, trong ý nghĩa xây dựng và tiếp nhận. Thực hành của scenography do đó là một cách tiếp cận toàn diện đối với sự cấu thành của trình diễn, biểu diễn và có thể được áp dụng cho việc thiết kế hoặc điều phối các sự kiện bên trong và bên ngoài của không gian nhà hát/sân khấu thông thường. Hay như Pamela Howard nêu trong cuốn sách của mình Scenography là gì?:
'Scenography là tổng hợp liền mạch của không gian, kịch bản, khảo sát thực tế, mỹ thuật, diễn viên, đạo diễn và khán giả, đóng góp cho tác phẩm nguyên gốc.' 
Joslin McKinney và Philip Butterworth mở rộng điều nói trên để đưa ra đề xuất:
'Scenography không chỉ đơn giản liên quan đến việc sáng tác và trình bày hình ảnh cho khán giả; nó còn liên quan đến việc tiếp nhận và tham gia của khán giả. Đó là cảm giác cũng như kinh nghiệm về trí tuệ, cảm xúc cũng như lý trí.' 
Ngày nay, với hỗ trợ từ các thiết bị và công nghệ hiện đại, bối cảnh sân khấu không còn bó hẹp ở phông, màn, bục, bệ được sơn hay vẽ thủ công. Vở diễn, trình diễn có thể được đầu tư kỹ lưỡng và ứng dụng tối đa các hình ảnh tĩnh, hình ảnh động, hình ảnh hai chiều, ba chiều, video... Các hình ảnh với tư cách yếu tố thị giác không chỉ là khách thể nữa mà trở thành chủ thể vừa độc lập vừa cố kết (với các chủ thể khác trong phạm vi scenography) và có khả năng tương tác với chính diễn viên và người thưởng lãm, nó giúp mở rộng đồng thời kéo sân khấu lại gần với những tiếp cận trực diện, sân khấu không còn là thứ gì đó xa vời, không còn là thánh đường nữa.

## Từ nguyên và diễn giải văn hoá
Thuật ngữ scenography có nguồn gốc từ tiếng Hy Lạp (skēnē, có nghĩa là 'dựng sân khấu hoặc dàn dựng cảnh'; grapho, có nghĩa là 'mô tả') nó từng xuất hiện và được diễn giải chi tiết trong tác phẩm Nghệ thuật thi ca (có chỗ dịch là Thi pháp, Thi học...) của Aristotle dưới hình thức skenographia. Tuy nhiên, trong phạm vi châu Âu, thuật ngữ này đã được liên kết chặt chẽ với việc thực hành chuyên môn của scénographie và đồng nghĩa với thuật ngữ tiếng Anh theatre design (tạm dịch: thiết kế bối cảnh sân khấu). Gần đây, thuật ngữ này đã được sử dụng trong museology (tạm dịch: khoa học bảo tàng hoặc bảo tàng học) liên quan đến công tác giám tuyển các cuộc triển lãm hoặc trưng bày thuộc bảo tàng.